# Xenosoma podeva
Xenosoma podeva är en fjärilsart som beskrevs av Druce 1910. Xenosoma podeva ingår i släktet Xenosoma och familjen björnspinnare. Inga underarter finns listade i Catalogue of Life.